# 제 선공
제 선공(齊宣公, ? ~ 기원전 405년, 재위 기원전 455년 ~ 기원전 405년)은 제나라의 제31대 후작이다. 이름은 적(積) 혹 취잡(就匝)이다.

## 사적
선공의 재위 기간에는 전성자 항, 전성자의 아들 전양자 반, 전양자의 아들 전장자 백, 전장자의 아들 전도자와 전화가 대를 이어 제나라의 재상이 되었다. 선공 49년(기원전 407년), 정나라 사람과 회견하여 위나라를 쳐 관구 땅을 취했다.
재위 51년 만에 죽어, 아들 대가 뒤를 이었다.